# Mateusz Tokarski

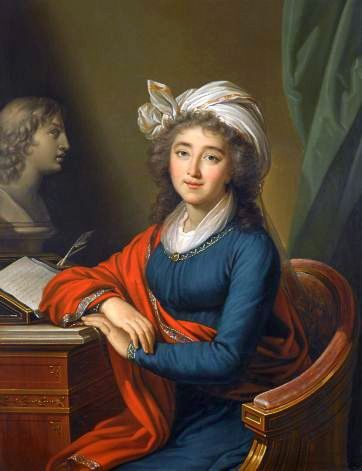
Izabela Lubomirska, Königsschloss Warschau

Mateusz Tokarski (* 1747 bei Vilnius; † 25. Mai 1807 in Warschau) war ein polnischer Maler des Klassizismus. Er war Mitglied der Freimaurerloge Tempel der Isis.

## Leben und Werk
Tokarski studierte Kunst bei Franciszek Smuglewicz und Marcello Bacciarelli in Warschau, später auch in Rom als Stipendiat des polnischen Königs Stanislaus August Poniatowski. Nach seiner Rückkehr aus Italien war er seit 1767 Hofmaler am Warschauer Königshof, wo er insbesondere Portraits und Stillleben malte. 1787 war er an der Kunstakademie in Dresden. Er verwaltete die Kunstsammlung des polnischen Königs und fertigte zahlreiche Kopien älterer Werke an. Für seine Verdienste wurde er 1790 geadelt. Auch nach der Letzten Polnischen Teilung und der Auflösung des polnischen Königshof verblieb er als Verwalter der Kunstschätze des Łazienki-Parks in Warschau.